# Francis Scott (książę)
Francis Scott, 2. książę Buccleuch, KT (ur. 11 stycznia 1695, zm. 22 kwietnia 1751) – brytyjski arystokrata i polityk, najstarszy syn Jamesa Scotta, hrabiego Dalkeith, i lady Henrietty Hyde, córki 1. hrabiego Rochester.

## Życiorys
Został ochrzczony 20 stycznia 1695 w Westminsterze. W 1732 odziedziczył po babce, Anne Scott, tytuł 2. księcia Buccleuch. W 1742 uchwała Parlamentu przywróciła mu tytuły hrabiego Doncaster i barona Scott of Tindall, które należały do jego dziadka, księcia Monmouth, i zostały przez niego utracone po rebelii w 1685.
Był członkiem loży masońskiej, a w 1723/1724 jej przewodniczącym. 12 marca 1724 został członkiem Towarzystwa Królewskiego, zaś 2 lutego 1725 został kawalerem Orderu Ostu. W latach 1734–1741 zasiadał w Izbie Lordów. 18 kwietnia 1745 został honorowym Doktorem Prawa Cywilnego na Uniwersytecie w Oksfordzie.

## Życie prywatne
5 kwietnia 1720 w Privy Gardens w Whitehall, poślubił lady Jane Douglas (zm. 1729), córkę Jamesa Douglasa, 2. księcia Queensberry, i Mary Boyle, córki wicehrabiego Dungarven. Francis i Jane mieli razem dwóch synów i trzy córki:
- Francis Scott (1721–1750), hrabia Dalkeith
- Charles (1727–1747)
- Anne (zm. 1737)
- Jane (zm. 1779)
- Mary (zm. 1743)

4 września 1744 w St. George’s Chapel w Mayfair, w Londynie, poślubił Alice Powell (zm. 1765), córkę Josepha Powella. To małżeństwo nie doczekało się potomstwa.
Prawdopodobnie miał jeszcze sześcioro nieślubnych dzieci z Sarah Atkinson oraz syna i trzy córki z Elisabeth Jenkins.
Francis kochał swoją pierwszą żonę i był do niej bardzo mocno przywiązany. Jak pisała lady Louise Stuart, po jej śmierci książę znajdował przyjemności w licznych przelotnych miłostkach i zaczął zadawać się z ludźmi niskiej kondycji.
Książę zmarł w 1751 i został pochowany w Eton College Chapel. Jak określiła go lady Louise, był człowiekiem o niskim rozumie i jeszcze niższych obyczajach (a man of mean understanding and meaner habits).